# Desert Uplands

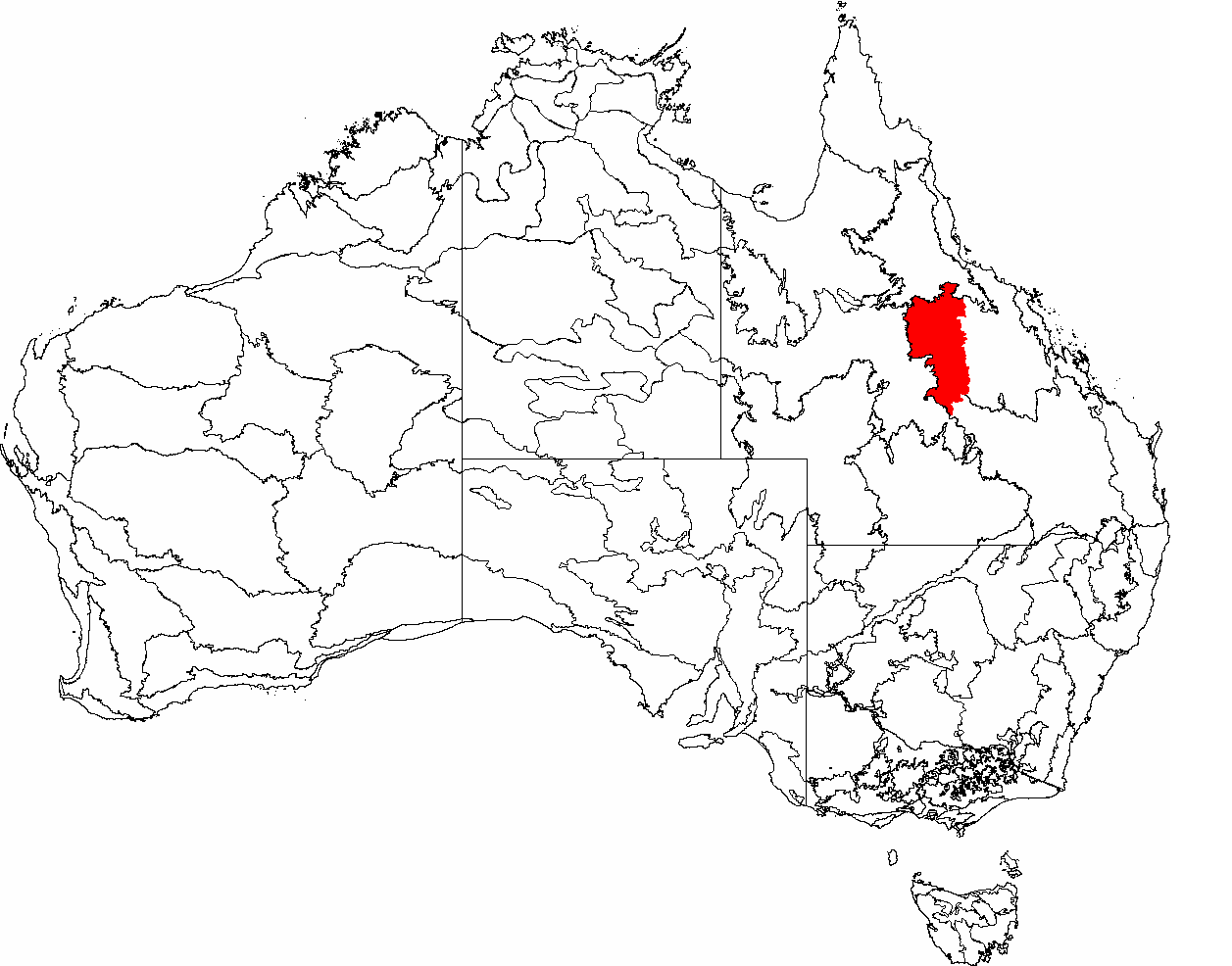
Lage von Desert Uplands

Die Desert Uplands sind eine australische Interim Biogeographic Regionalisation for Australia Bioregion, die zwischen den Regionen North und  Central West von Queensland liegt. Die Region umfasst die Great Dividing Range zwischen Blackall und Pentland. 
In der Bioregion liegen die Seen Lake Galilee, Lake Dunn und Lake Buchanan. Es herrscht semiarides Klima mit stark wechselnden Regenfällen. Ein großer Teil des Gebietes wird für die Rinderzucht verwendet und ist Teil des Great Artesian Basin, das zwischen den Galilee und dem Eromanga Basins liegt. Im Osten der Bioregion liegt der Brigalow Belt North und der Brigalow Belt South, im Norden die Einasleigh Uplands.

## Siedlungen
Die beiden wichtigsten Siedlungen in der Region sind Barcaldine und Aramac.

## Flora
Überall gibt es Spinifex-Gras. Mehr als 80 verschiedene Kräuter kommen in der Bioregion vor. 
2003 wurde geschätzt, dass 13 Millionen Bäume jedes Jahr in der Bioregion gefällt werden. Damit liegt der Anteil abgeholzter Fläche bei 6,8 %, der dritthöchste Anteil von allen Bioregionen in Queensland.

## Gewässer
Die wichtigsten Flüsse der Region sind der Belyando River, Cape River, Campaspe River, Barcoo River, der Alice River, der Aramac und der Torrens Creek. Außerdem gibt es die Salzseen Lake Galilee und Lake Buchanan in der Region. 